# Joseph Pace
Joseph Pace (Morbegno, 18 de noviembre de 1959) es un pintor y escultor italiano.

## Biografía
Su formación juvenil se desarrolla en Congo-Kinshasa, en donde su padre, Aurelio Pace, historiador de África, trabaja para la UNESCO con el filósofo y poeta Jacques Garelli. Nieto del pastor protestante Camillo Pace, se acerca a la pintura gracias a su madre, Franchina Cardile y a su tío Antonio Cardile, artista de la Escuela Romana. En los 80’, mientras completa su formación en la Sorbona de París, conoce a André Glucksmann, uno de los pioneros de la “nouvelle philosophie”, que le instruye sobre la retórica de las ideologías.
En París, a mediados de los años 80’ “sur la rive gauche”, en el Café de Flore, Pace funda una corriente artística y filosófica neo-extistencialista llamada “le filtranisme”. Le filtranisme se distingue por su visión anti global de la vida y por haber llevado, fuera de cualquier espíritu movimentista, al hombre al centro del universo. Esta visión de la vida marcará el trabajo de Pace hacia el informalismo.
En los años 80’ traba amistad con el artista multimedia Sergio Valle Duarte e con el escritor Albert Russo, a quienes los une una larga experiencia africana en el Congo.
De vuelta a Italia, encuentra el movimiento de la transvanguardia y, en los primeros años noventa, se concluye su periodo figurativo. Después de una reunión con el sociólogo estadounidense y amigo de familia Kurt Heinrich Wolff, sobre los asuntos epistemológicos de “rendición y captura” (surrender and catch), escoge con decisión la vía del informalismo, del action painting y del pop art. En una entrevista, concuerda con aquello que había expresado Emilio Vedova, al declarar que no soporta el calificativo de “artista informalista”. Pese a reconocer la influencia de la de l'informalismo, de la pop art e de l'action painting, considera que su recorrido va más allá de ese período del arte.
De 1996 a 2008, fue nombrado profesor asistente de Sociología del conocimiento y del Arte, y de Historia de la sociología en la Facultad de Sociología de la Universidad de Roma La Sapienza.

## Obra
Inspirado por fuentes diversas, como la moda, la historia, la filosofía, la música electrónica y las artes decorativas, utiliza varias técnicas (como l’assemblage, la pintura, l’escultura, los grabados éctronicos y la fotografía) influenciado por la iconografía de la sociedad de massa, por la filosofía y la psicoanálisis.
También ensamblando objetos, como las joyas vintage, o reciclando materiales, como la madera, el hierro o los cristales de refrigerador, en sus pinturas utiliza sobre todo colores monocromáticos y polichromes que se convierten en arabescos. "En estas superficies, en una mezcla de colores brillantes que evocan el olor a barniz fresco, Pace extiende pinceladas de color puro" que caracterizan a muchas de sus obras. En el 2007 Pace fue definido como artista “informalista y filtranista”. Sus obras suelen ser criticadas porque huyen de cualquier tentación social y ponen en escena “la universalización del pensamiento inconsciente”, la vida cotidiana hecha de las pulsiones de héroes inconscientes.
La continua búsqueda artística de Pace se manifiesta de manera casi constante por ciclos temáticos.
En sus inicios, las “Paysages Filtranistes” son dedicados a la relación entre el hombre y la naturaleza (1985-1990); luego sigue el ciclo de “I legni” (Las maderas) (1990-1994) y, en la mitad de los años noventa, se ubican las dieciocho pinturas, las incisiones y los estudios de “Factor C”. Desde 1999 trabaja en las series “IDM” (Inamovilidad de la Memoria), en “ATONS”, (dedicada a la música electrónica y a la música techno), y, con un retorno parcial a la figuración, en "ENGRAVING" (grabados procesados a través del computador) y "MIDAS" (los grandes assemblages de joyas vintage).

## Exposiciones (selección)
Desde las "instalaciones filtranistas" de 1988 en la Galería Hulot en París, su trabajo ha sido exhibido internacionalmente en exposiciones individuales y colectivas. 
Sus exposiciones personales incluyen el Museo de Arte do Parlamento de São Paulo (2010), el CRC de São Paulo (2010), el Teatro Municipal de Jaguariúna,’ (2011) Forte Sangallo de Nettuno (2011). En ocasión de la Copa del mundo de fútbol en Brasil, en 2014 para el Museo Afro Brasil de São Paulo Pace realiza una escultura de joyas (serie MIDAS) que fue presentada durante la muestra "O negro no Futebol Brasileiro - A arte os artistas". En noviembre del mismo año el Museo Boncompagni Ludovisi de la Galería Nacional de Arte Moderno y Contemporáneo de Roma organiza la muestra "Joseph Pace, L'Eva Futura". En 2015 el Museo Venanzo Crocetti presenta la exhibición  "Joseph Pace Filtranisme” y en junio con motivo de celebración de la Fiesta de la República Italiana se organiza una exposición individual en la Galería Edmondo Biganti, Circolo Italiano, (Edificio Italia), de São Paulo. También en el 2015 Pace participa en la Bienal de Florencia. En 2016 su trabajo es presentado en la Università Ca' Foscari de Venecia. En 2018 el Instituto de Recuperação do Patrimonio Historico do Estado de São Paulo organiza una exposición en el Ayuntamiento de Itapevi titulada “Emoções Cósmicas de Joseph Pace”. En noviembre del mismo año sus esculturas fueron el tema de una gran exposición individual en el Panteón de Roma, Basílica de Santa Marya ad Martyres, Polo Museale del Lazio, Ministero per i beni e le attività culturali, intitulada "Joseph Pace, Sacra sacrorum” (2018-2019). En marzo de 2019 "Sacra sacrorum" ha sido también presentada en la Biblioteca Histórica Nacional de la Agricultura, Ministerio de Agricultura en Roma. En marzo de 2020 en Brasil, Pace es nuevamente invitado a exponer en el Ayuntamiento de Itapevì con una exposición titulada “Joseph Pace, Entre o Informal e a Pop Art”. En octubre del mismo año, en tiempo de Pandemia de COVID-19, el Conselho Regional de Contabilidade del Estado de São Paulo organiza una "Exposición Virtual de Arte Online" dedicada a su trabajo, "A Expressividade de Joseph Pace na criação de suas joias esculturais". En 2021, el Panteón de Roma, Basílica de Santa Maria ad Martyres, de la Direzione dei Musei Statali di Roma, presenta “Joseph Pace, Ave Crux, Spes Una”, la nueva exposición itinerante de Arte sacro de l'artista, dedicada al crucifijo. Entre las obras en catálogo, la  obra “Cruz Processional”, una cruz alta processional de grandes dimensiones, que permanecerá en la colección de arte del Panteón. En noviembre de 2019 “Ave Crux Spes Una” viajó a la Basílica de San Lorenzo in Lucina. En julio de 2022 el Museo Arqueológico Nacional de Civitavecchia presenta la exhibición "Luxarchaeology" dedicada a la obra de l'artista. En octubre del mismo año el Museo Boncompagni Ludovisi per le arti decorative inaugura la exposición "Il gioiello nella moda e nell'arte".
Sus exposiciones colectivas incluyen el Museo Diocesano de Amalfi (2012), el Forte Sangallo de Nettuno (2012), la Embajada de Italia en Brasilia (2013), el Museo Venanzo Crocetti (2014), el Palazzetto dei Nobili, L’Aquila (2015), la Bienal de Florencia (2015), el Castillo de Bari (2019), Polo Museale della Puglia, Ministero per i beni e le attività culturali, Castillo de Copertino, Lecce, Polo Museale della Puglia, Ministero per i beni e le attività culturali, 2019-2020. Museo Boncompagni Ludovisi per le arti decorative, Dirección de los Museos Estatales de Roma, Ministerio de la Cultura (2021), Basílica de San Lorenzo in Lucina (2022). Su trabajo también ha sido presentado en la Exposición Universal de Sevilla (1992), en el Festival Internacional de Cine de Ostia (2009) y en el Paradiso sul mare, en colaboración con l'ayuntamiento de la Ciutad de Anzio (2010).